# Allen Lanier
Allen Glover Lanier (25 juin 1946 – 14 août 2013) est un musicien et auteur-compositeur-interprète américain, ancien membre du groupe Blue Öyster Cult. Lanier résidait à Manhattan, et jouait du clavier et de la guitare rythmique. Lanier a écrit de nombreux titres pour Blue Öyster Cult dont True Confessions, Tenderloin, Searchin' for Celine, In Thee, et Lonely Teardrops. 
Hormis cela, il a également participé à de nombreuses compositions aux côtés de Patti Smith, Jim Carroll, The Dictators et The Clash, notamment. Il sort avec Patti Smith pendant de nombreuses années durant les années 1970.
Lanier participe pour la première fois au groupe Soft White Underbelly en 1967, ce groupe se fera appeler ensuite Blue Öyster Cult en 1970 et connaitra le succès.  
Il quitte le groupe en 1985, et est remplacé par Tommy Zvoncheck (de Clarence Clemons et Public Image Ltd). Il revient en 1987. 
Il se retire de la musique en automne 2006. Le décès d'Allen' est annoncé par Blue Öyster Cult le 14 août 2013. Selon leur page officielle Facebook : « Allen a succombé à des complications liées à une maladie pulmonaire chronique. »